# Tormes
Tormes – rzeka w Hiszpanii, mająca źródło w Prado Tormejón, w paśmie górskim Gredos, w Prowincji Ávila uchodząca do rzeki Duero. Okresowemu wysychaniu podczas lata, zapopiega  zbudowana w 1960 r. zapora Santa Teresa o pojemności 496 mln m³.

## Galeria

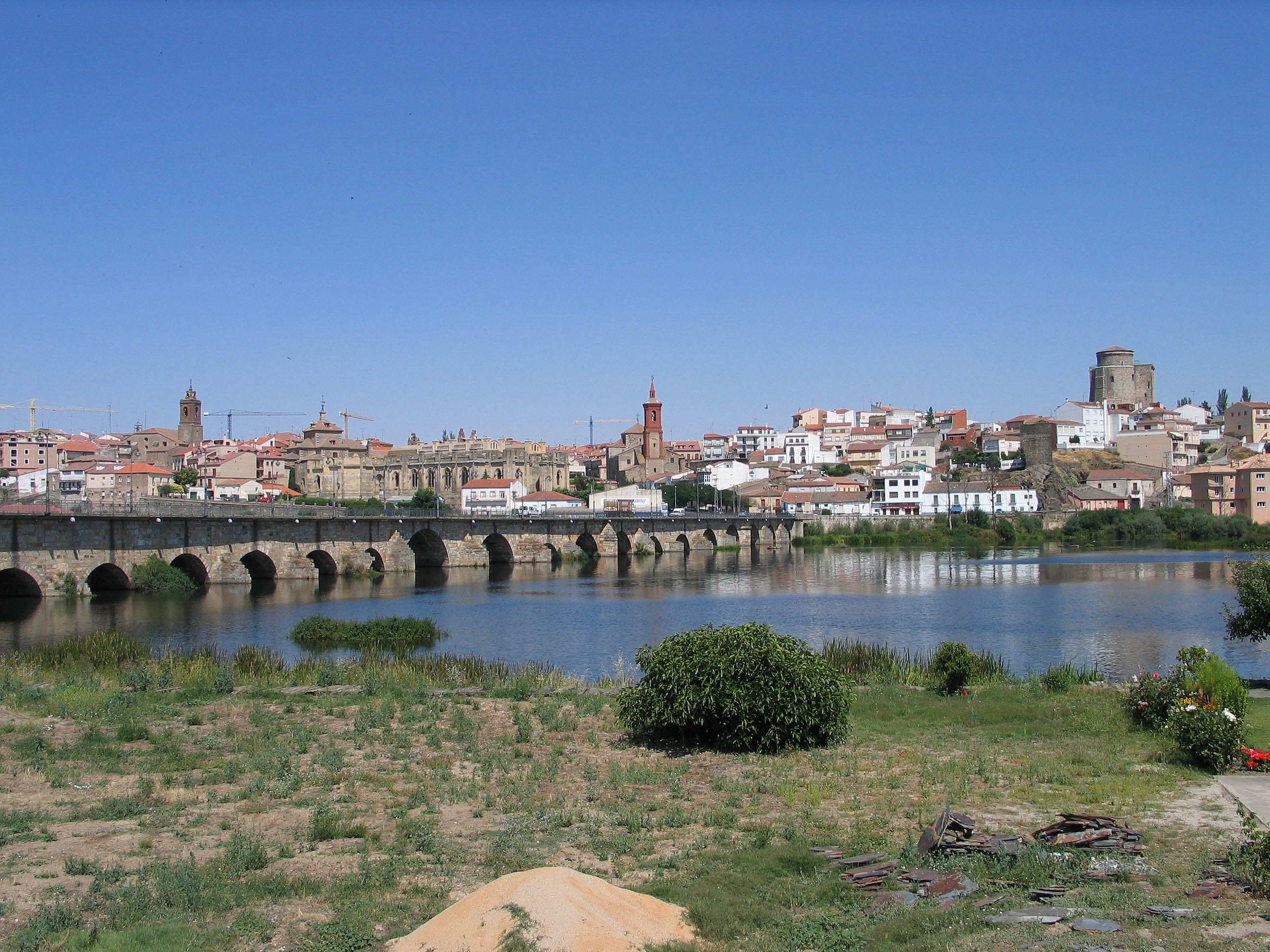
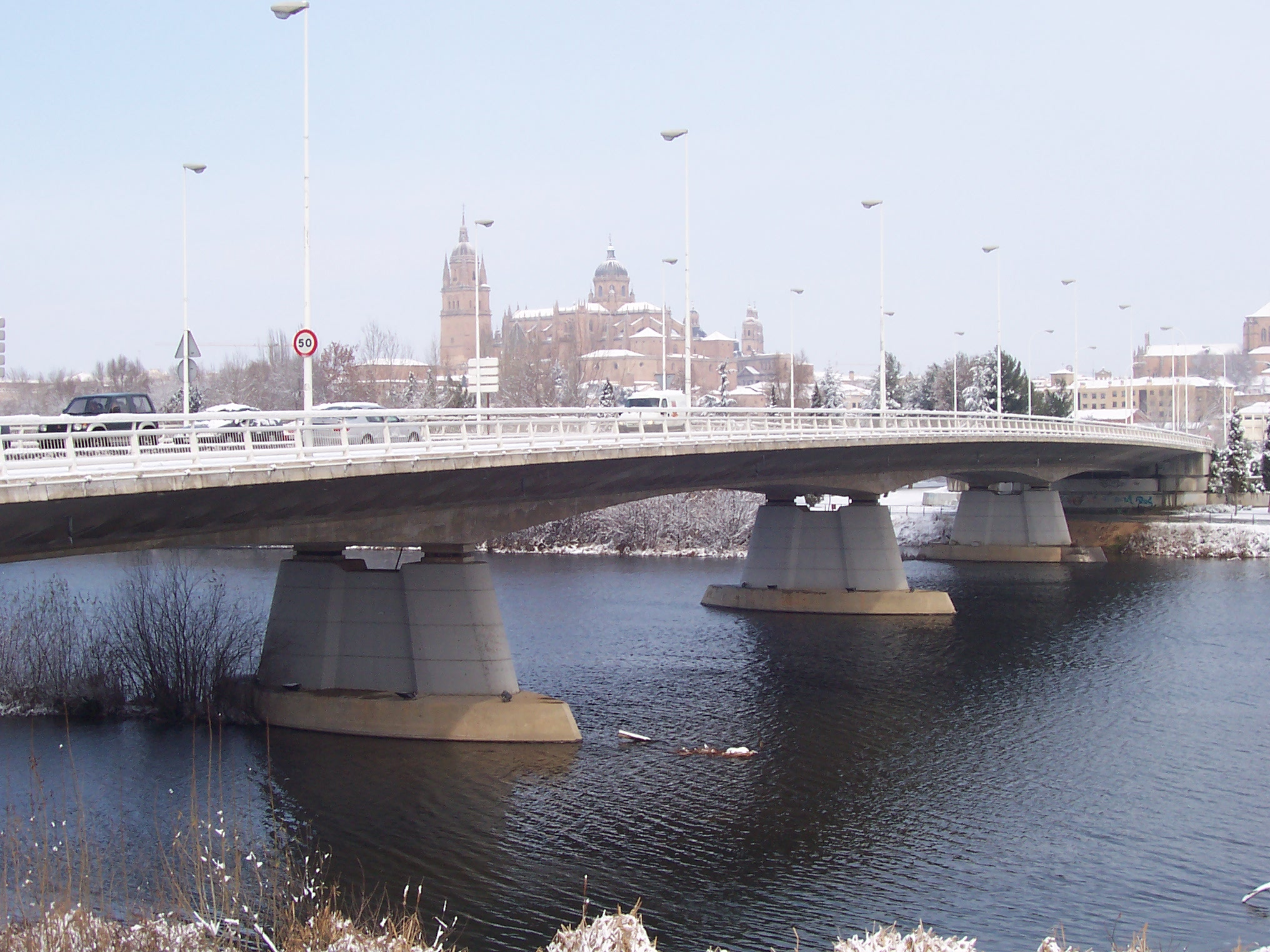
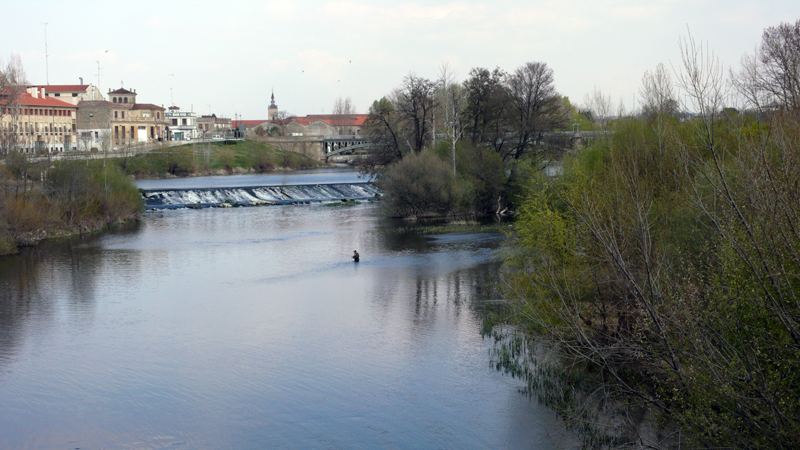
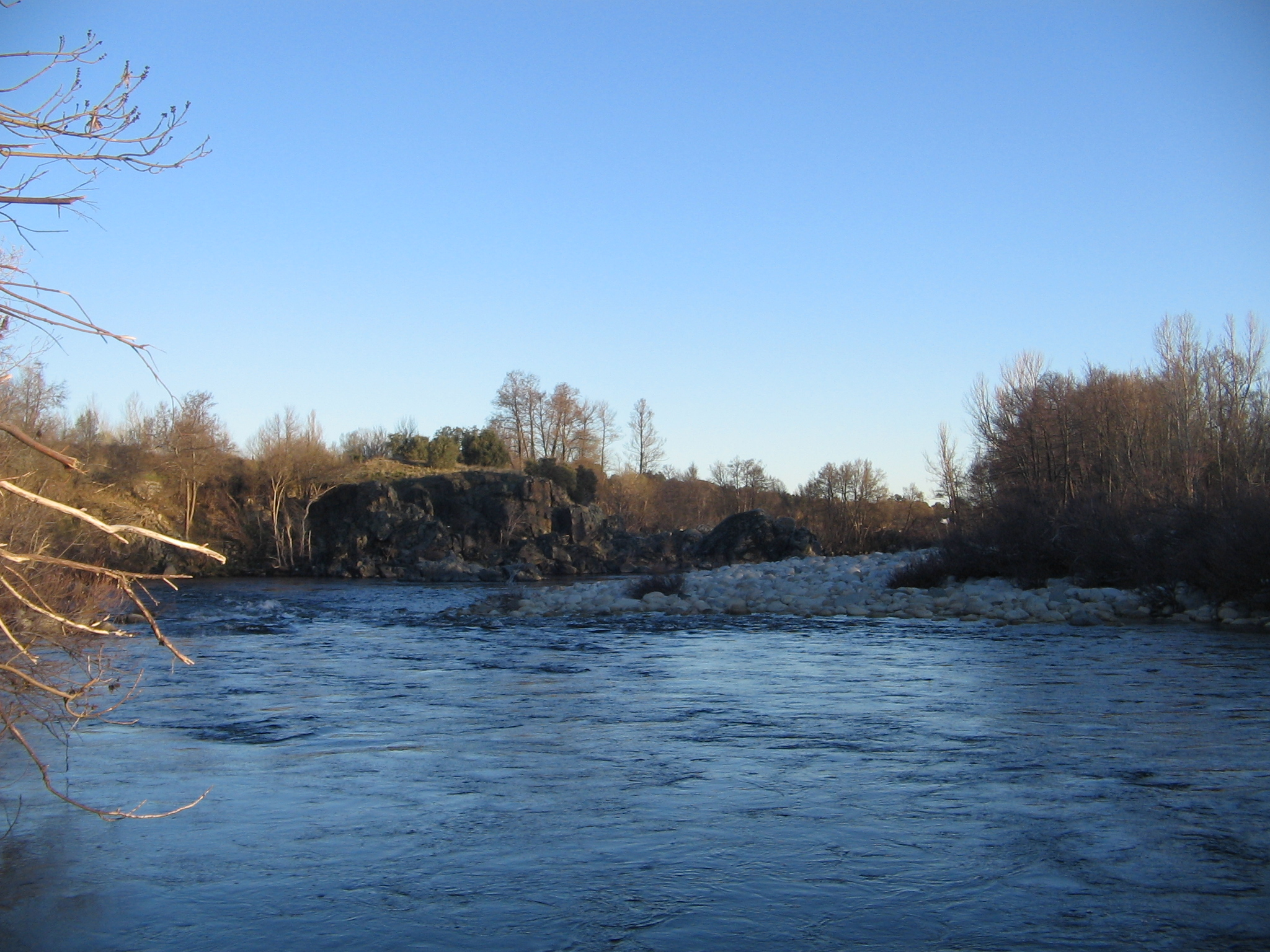

## Parametry zlewni
- Długość: 284 km
- Powierzchnia dorzecza: 7 096 km²
- Średni przepływ: 42,43 ms³/s

## Miasta leżąca nad Tormesem
- Ledesma
- Salamanka
- Santa Marta de Tormes
- Alba de Tormes
- Guijuelo
- Puente del Congosto
- Navamorales
- El Losar del Barco
- El Barco de Ávila
- La Aliseda de Tormes
- Angostura de Tormes
- Hoyos del Espino
- Navacepeda de Tormes
- Huerta